# Onagadori
Az onagadori egy japán eredetű dísztyúk.

## Fajtatörténet
Eredetéről nem tudnak semmi biztosat, de a japánok állítólag már 1000 éve foglalkoznak fajtával. Az onagadoriknál az ún. Gt gén felel a folyamatosan növekedő fark- és nyeregtollakért. Ezeket a tollakat a tyúkok nem hullajtják el vedléskor sem. Megfelelő tartásnál idős példányok többméteres  farok és nyeregtollazattal (akár 13 méter!) büszkélkedhetnek. 1878-ban került Németországba 2007 től Magyarországon is található belőle tudtommal egy tenyésztőnél.A faj egyébként világvédett és fajta védett.

## Fajtabélyegek, színváltozatok
Sovány, hátrafelé lefelé ívelő testalakulással. Háta közepes méretű a testhez képest. Farktolla lefelé eső, igen hosszú. Minél több farktolla van és azok szép hosszúak, annál jobb pontozást ér el a kakas (akár 13 méter!). Minél keskenyebbek az evezőtollak, annál nemesebb a kakas. Ideális tartás mellett évente 90 cm-t nő a tollazata. Melltájék kihúzott. Szárnyak hosszúak, zártan tartottak. Feje közepes méretű, kerek. Arca piros, szemei vörösek, gesztenyebarnák. Csőre közepesen hosszú, színe az adott színváltozat csüdjének színével egyezik meg. Taraj egyszerű, 3-5 fogazattal. Idős egyedeknél a taraj oldalra dőlése nem számít hibapontnak. Füllebenyek fehérek, közepes méretűek. Nyaka gazdagon tollazott, melyek a hát közepéig érnek. Combok erősek, jól láthatóak. Csüd közepesen hosszú, színe jelentéktelen. Tollazata nagyon hosszú, keskeny.
Színváltozatok: Arany, ezüst nyakú, fehér, fekete, és a legszebb a németek által paradis fogelnak is nevezett ötszínű a goshiki. minden szinváltozatnál fontos szerpe van a színek homogénségének, és tisztaságának. Kiállításokon a tenyésztőik ritkán mutatják be a méretes uszályú példányokat pótolhatatlan értékük miatt.

## Tulajdonságok
Különlegességük a hosszú fark- és nyeregtollaik (akár 13 méter!). Mivel több méteresre is nőhetnek tollaik a vedlést gátló génjük miatt, ezért speciális ketrecekben, „kalitkákban” tartják őket, hogy tollaik ne károsuljanak. Tojás és húshozamuk is teljesen lényegtelen, nem csak a szín, elsődleges cél csupán, a minél hosszabb fark- és nyeregtollakra való szelektálás.
| Általános tulajdonságok: | Általános tulajdonságok:  |
| ------------------------ | ------------------------- |
| Súlya                    | kakas 1,8 kg, tojó 1,3 kg |
| Gyűrűmérete              | kakas 18, tojó 16         |
| Tenyésztojás tömege      | 40 g                      |
| Tojáshéj színe           | sárgásfehér               |
| Éves tojáshozama         | 25 db                     |